# Fulvio Vernizzi

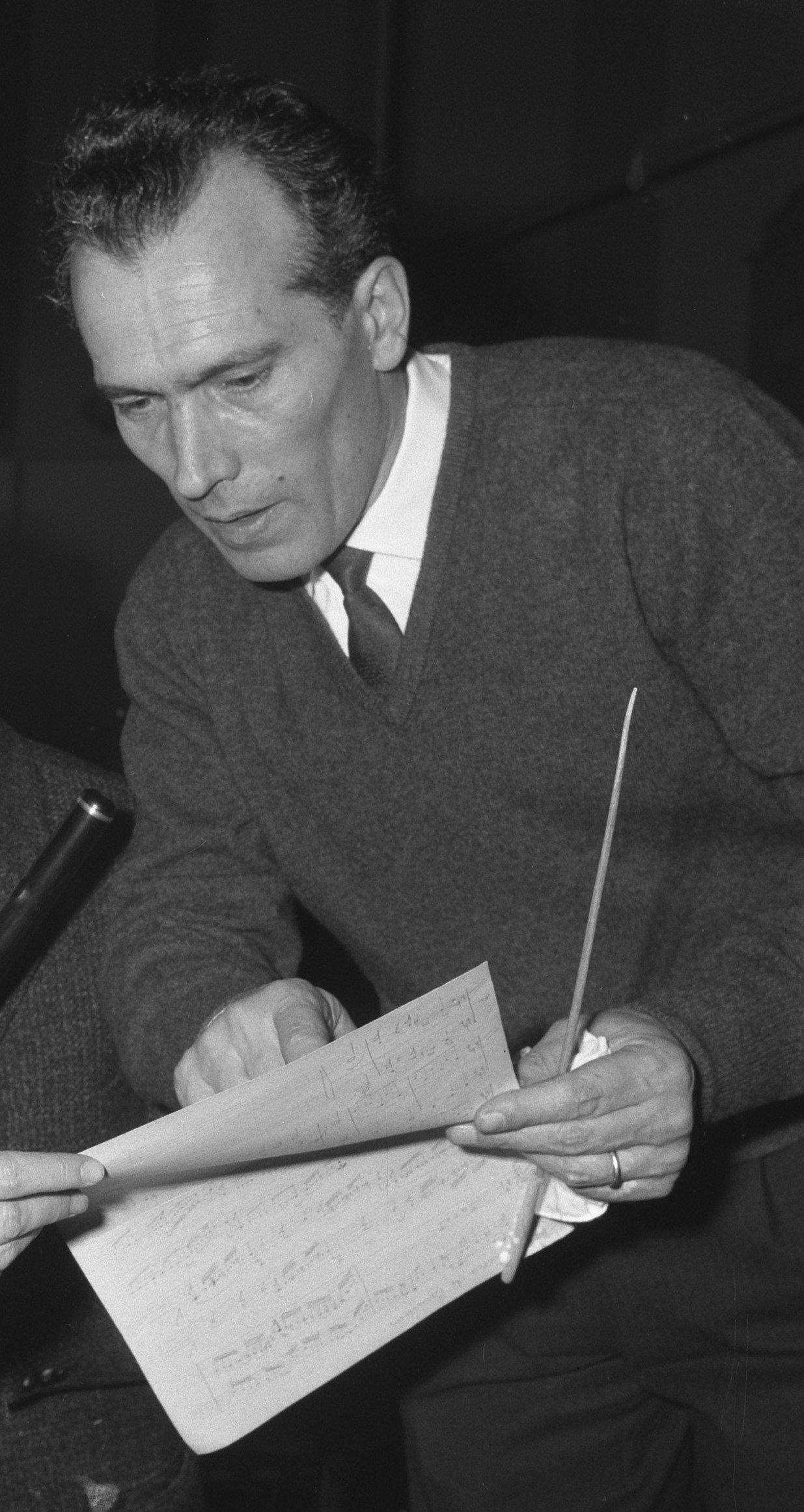
Fulvio Vernizzi (1962)

Fulvio Vernizzi (Busseto, 3 luglio 1914 – Torino, 18 febbraio 2005) è stato un direttore d'orchestra italiano.

## Biografia
Allievo di Giorgio Federico Ghedini si diploma con lui in composizione a ventiquattro anni nel 1938. A Venezia nel 1948 studia direzione d'orchestra con Hermann Scherchen.
Direttore delle Orchestre Sinfoniche di Torino e di Milano della RAI fino al 1975. Nel 1973 è stato anche direttore artistico del Teatro Regio di Torino, inaugurando la sala ricostruita da Carlo Mollino sul podio de I vespri siciliani di Giuseppe Verdi. Dopo il 1975 fu attivo in Giappone per dirigere l'orchestra sinfonica di Kyōto, diventandone infine il direttore stabile.
Nel 1960 venne prodotta dalla RAI una versione televisiva di Tosca, per la regia di Mario Lanfranchi, con l'Orchestra Rai di Torino, e con Magda Olivero (Tosca), Alvinio Misciano (Cavaradossi), Giulio Fioravanti (Scarpia).

## Discografia
Tra le innumerevoli registrazioni che lascia Fulvio Vernizzi:
- Pietro Mascagni, Iris con Magda Olivero, Luigi Ottolini, Renato Capecchi, Plinio Clabassi, Amsterdam, Concertgebouw 12 ottobre 1963.
- Giacomo Puccini, Manon Lescaut con Magda Olivero, Umberto Borsò, Ferdinando Lidonni, Giovanni Foiani, Mario Carlin, Joop Ruivenkamp, Tine Appelman, Amsterdam, Concertgebouw 31 ottobre 1964.
- Francesco Cilea, Adriana Lecouvreur con Simon Van Der Geest,  Mimi Aarden,  Renato Capecchi,  Mario Carlin,  Ferrando Ferrari, Elisabeth Lugt,  Magda Olivero,  Max van Egmond, Franco Ventriglia, Elles De Graaf, Amsterdam, Concertgebouw 6 novembre 1965.

## Media
Tosca, Orchestra della Rai di Torino, Olivero, Misciano, Fioravanti, dir. Vernizzi, 3 luglio 1960, filmato You Tube.